# Rãnh Manila
Rãnh Manila là một rãnh đại dương ở Thái Bình Dương, nằm ở phía tây đảo Luzon và Mindoro ở Philippines. Rãnh này đạt đến độ sâu khoảng 5.400 mét (17.700 ft), còn độ sâu bình quân Biển Đông là 1500 m. Nó được tạo ra bởi quá trình di chuyển, trong đó mảng Sunda (một phần của mảng Âu-Á) được hút chìm dưới vành đai di động Philippines, tạo ra rãnh gần như theo hướng bắc-nam. Ranh giới hội tụ được kết thúc ở phía bắc của khu vực va chạm Đài Loan, và ở phía nam của terrane Mindoro (khối Sulu-Palawan va chạm với SW Luzon). Đây là một khu vực tràn ngập bởi các dị thường động lực âm.